# Gerolsteiner
«Gerolsteiner» — немецкий бренд природной натуральной минеральной воды класса премиум. Месторождение минеральной воды Геролштайнер находится на юго-западе Германии на территории особо охраняемого экологического региона Вульканайфель, известного своим уникальным геологическим, вулканическим происхождением.
Компания выступала с 1999 по 2008 год спонсором велогоночной команды Team Gerolsteiner.

## Минеральный состав воды
- Кальций — 348 мг/л
- Магний — 108 мг/л
- Калий — 11 мг/л
- Хлориды — 40 мг/л
- Сульфаты — 38 мг/л
- Гидрокарбонат — 1816 мг/л